# فيتالي بويكو
فيتالي بويكو (بالأوكرانية: Бойко Віталій Володимирович)‏ هو لاعب كرة قدم أوكراني في مركز الوسط، ولد في 3 ديسمبر 1997. لعب مع FC Cherkashchyna ‏.